# Железница (област София)
Вижте пояснителната страница за други значения на Железница.
Железница е планинско село, разположено в източните склонове на Витоша на територията на район Панчарево, Столична община. В близост до Железница са селата Бистрица – на около 7 км в северна посока и Плана – на 11 км югоизточно.

## География
Селото е разположено в ниските източни склонове на Витоша, на 25 км южно от центъра на София, по поречието на Железнишката река (Ведена). Надморската височина на Железница е между 900 и 1200 м.

## История
В древността в цялата местност около с. Железница е кипял интензивен живот, за което свидетелстват многобройните тракийски светилища, некрополи и защитни съоръжения. Във времето на ранното средновековие и до османското нашествие в околността на селото са съществували множество църкви и манастири, което го превръща в част от важния книжовен и духовен център, наречен „Мала Света гора“ като аналог на Атонската обител. След опожаряването и разрушаването му, едва преди няколко века възниква селище и се заселва, според някои твърдения благодарение на изобилието на желязна руда, за което свидетелства и името.
Според друга легенда, селото възниква след заселването на жители от село Железница, Горноджумайско, подгонени от турците. За това свидетелстват особеностите на говора на част от по-старото население на селото. Преди сегашното си местоположение селото е било изградено първоначално по-високо в планината и е носело името Мала Железница, където и днес могат да се видят основите на старите къщи. За първи път се споменава в турски документи през XVII век под името Жележенче.

## Население
Численост на населението според преброяванията през годините:
| \| Година на преброяване \| Численост \| \| --------------------- \| --------- \| \| 1934 \| 1527 \| \| 1946 \| 1802 \| \| 1956 \| 1827 \| \| 1965 \| 1621 \| \| 1975 \| 1743 \| \| 1985 \| 1793 \| \| 1992 \| 1643 \| \| 2001 \| 1751 \| \| 2011 \| 1783 \| \| 2021 \| 1812 \| |           |
| Година на преброяване | Численост |
| 1934 | 1527      |
| 1946 | 1802      |
| 1956 | 1827      |
| 1965 | 1621      |
| 1975 | 1743      |
| 1985 | 1793      |
| 1992 | 1643      |
| 2001 | 1751      |
| 2011 | 1783      |
| 2021 | 1812      |

## Религии
В началото на XX век населението на селото наброявало около 1000 жители. Местните хора изградили свой храм – „Успение Богородично“, чиято дървена камбанария в миналото е предизвиквала интереса на посетителите. Днес на нейно място с дарения е построена нова монолитна камбанария и библиотека. В близост се намира Кокалянският манастир, а на около 10 km от селото са руините на манастира „Св. Дух“, който според предание е бил издигнат през 15 век върху основите на тракийско светилище. Разположен е на връх Манастирище (1338 м. н.в) - най-висок в Плана планина. Манастирът е разрушен и опожарен от османците по време на османското нашествие. През 2001 година местни родолюбци издигнали до руините параклис със същото име. Под руините на манастира може да се види вековно буково дърво (на възраст над 500 години), под което извира вода с тъмно червен цвят, считана за лечебна.
През 2013 година е изграден параклис в чест на света великомъченица Валентина, пострадала за християнството през 308 година в Кесария Палестинска. Параклисът е осветен 14 юли 2013 година от Знеполски епископ Йоан, викарий на Софийския митрополит и Български патриарх Неофит.

## Обществени институции
- Кметство Железница – кмет на с. Железница е Диян Младенов.
- Читалище „Пробуда“
- Потребителна кооперация „Съединение“

## Културни и природни забележителности
- Термални извори. Около 12–13 са минералните извори в района. Температурата на водата им е 30 градуса и през 40-те години на миналия век била бутилирана и продавана из страната. Намират се на около 2 км под селото, в близост до водослива на реките Железнишка и Егуля.
- Туристически маршрути през Витоша (до Черни връх и хижа Алеко), път през Плана планина до Кокалянския манастир.
- Панорамна туристическа алея (инж. Иван Иванов), част от ниската обиколна пътека на Витоша, над Железница и Бистрица, до Симеоново. Изключително приятен маршрут, подходящ за семейства с малки деца и хора от всички възрасти.

- Галерия
- Кметството на с. Железница
- Църквата „Св. Успение Богородично“, построена в 1870 г.
- Читалище „Пробуда“
- Училище „Отец Паисий“
- Долината на Железнишка река
- Стадо кози над с. Железница
- Железнишката река над селото

### Личности
- Димитър Михайлов – (неизв.) – народен певец, живял в годините около Освобождението.

## Редовни събития
- В селото се провежда редовно честване на някои обичаи като лазаруване и коледуване.
- 15 август – празнична литургия и курбан по случай Голяма Богородица.
- 15 август – Празник на селото.
- От 2022 г. по инициатива на г-н Николай Гюров и д-р инж.Даниела Христова празникът се празнува в три дни (13,14 и 15 август), съчетан заедно с фестивала "Празник на музиката" в центъра на селото. Във фестивала взимат участие множество танцови и певчески групи ,както и популярни изпълнители на Балканите.
- Ежегоден турнир по футбол през месец август, известен като „Витошки турнир“.

## Транспорт
Селото се обслужва от 3 автобусни линии на столичния Център за градска мобилност: 69, 70 и 98.
98 се движи само до кметството на селото (центъра), а 69 до края на селото - Царева махала, като част от курсовете на 69 ходят и до местност „Ярема”. Автобус 70 идва от с. Плана.
И трите автобусни линии минават през с. Бистрица, като 69 и 70 продължават към Студентски град и метростанция "Г. М. Димитров", а 98 към кв. Симеоново и метростанция "Витоша".